# Kate Price (actrice)
Pour les articles homonymes, voir Kate Price et Price.
Kate Price, de son vrai nom, Katherine Duffy, est une actrice irlando-américaine née le 13 février 1872, à Cork, Irlande, et morte le 4 janvier 1943 à Woodland Hills.

## Filmographie partielle
- 1911 : Vanity Fair de Charles Kent : Miss Crawley
- 1916 : Terry's Tea Party de Larry Semon : la mère
- 1916 : Out Ag'in, in Ag'in de Larry Semon : la mère
- 1916 : More Money Than Manners de Larry Semon : Mme Oodles
- 1916 : The Man from Egypt de Larry Semon : Mme Mazuma
- 1917 : The Love Bugs d'Oliver Hardy : Kate
- 1918 : À chacun sa vie (Amarilly of Clothes-Line Alley) de Marshall Neilan : Mme Jenkins
- 1918 : Fatty à la clinique (Good Night, Nurse), de Roscoe Arbuckle : L'infirmière
- 1918 : Le Lieutenant Douglas (Arizona)
- 1920 : Grain de son (Dinty)
- 1921 : That Girl Montana, de Robert Thornby : Mme Huzzard
- 1921 : Le Petit Lord Fauntleroy (Little Lord Fauntleroy), d'Alfred E. Green et Jack Pickford : Mme McGinty
- 1922 : Le Neuvième Mari d'Eléonore (My Wife's Relations) de Buster Keaton et Edward F. Cline : La femme
- 1922 : Come on Over d'Alfred E. Green
- 1923 : La Brebis égarée (The Spoilers), de Lambert Hillyer : La patronne
- 1923 : The Dangerous Maid de Victor Heerman
- 1923 : Enemies of Children de Lillian Ducey et John M. Voshell
- 1924 : La Femme de Don Juan (Wife of the Centaur), de King Vidor :  Mattie
- 1925 : Poupées de théâtre (Sally, Irene and Mary) d'Edmund Goulding : Mme Dugan
- 1925 : The Desert Flower d'Irving Cummings
- 1925 : Une femme très sport (The Sporting Venus) de Marshall Neilan
- 1925 : Déchéance (The Goose Woman) de Clarence Brown
- 1925 : Les Siens (His People) d'Edward Sloman
- 1925 : Perds pas tes Dollars ! (The Perfect Clown) de Fred C. Newmeyer
- 1925 : The Unchastened Woman de James Young
- 1926 : The Cohens and Kellys de Harry A. Pollard
- 1927 : La Galante Méprise (Quality Street), de Sidney Franklin :  Patty
- 1927 : Mountains of Manhattan de James Patrick Hogan
- 1927 : Orchids and Ermine d'Alfred Santell
- 1928 : Un cœur à la traîne (Anybody Here Seen Kelly?) de William Wyler : Mrs. O'Grady
- 1929 : La Fille sans dieu (The Godless Girl), de Cecil B. DeMille : Matrone de la prison
- 1929 : Cohen et Kelly aux bains de mer (The Cohens and Kellys in Atlantic City) de William James Craft
- 1930 : Le Chant du bandit (The Rogue Song), de Lionel Barrymore : Pelrovna
- 1930 : The Cohens and the Kellys in Scotland de William James Craft
- 1934 : Miracle d'amour (Have a Heart) de David Butler